# Reactor nuclear de Draria
El Reactor nuclear de Draria o Reactor NUR está situado cerca de la ciudad de Argel, la capital del país africano de Argelia, posee una potencia de 1 megavatio, y funciona con agua ligera. Este es un reactor de investigación diseñado para el uso al 20% de uranio enriquecido, un moderador en grafito y refrigerante de agua ligera. Construido en colaboración con la empresa argentina INVAP,  fue inaugurado oficialmente en 1989.